# Borkowo, Hạt Sławno
Borkowo [bɔrˈkɔvɔ] (trước đây là Borkow của Đức) là một ngôi làng thuộc khu hành chính của Gmina Malechowo, thuộc hạt Sławno, West Pomeranian Voivodeship, ở phía tây bắc Ba Lan. Nó nằm khoảng 10 kilômét (6 mi) phía đông nam Malechowo, 17 km (11 mi) phía nam Sławno và 160 km (99 mi)     về phía đông bắc của thủ đô khu vực Szczecin.
Nó được ghi nhận cho nghĩa trang cự thạch Borkowo – một nơi chôn cất thời đồ đồng.
Trước năm 1945, khu vực này là một phần của Đức. Đối với lịch sử của khu vực, xem Lịch sử của Pomerania.
Ngôi làng có dân số 160 người.